# Fritz Grieb
Fritz Grieb (* 9. Jänner 1929 in Wien; † 22. Juni 2007 in Pöchlarn) war ein österreichischer Schauspieler.

## Leben
Grieb besuchte das Gymnasium Stubenbastei in Wien mit Otto Schenk und Helmut Qualtinger. Er machte aber keine Matura, sondern entschied sich noch während der Schulzeit für eine Ausbildung zur Schauspielerei am Max-Reinhardt-Seminar und am Konservatorium der Stadt Wien.
Am Anfang seiner Karriere standen Rollen in Kellertheatern sowie an der Scala Wien und dem Bürgertheater. Im Jahre 1955 ging er an die Vorarlberger Landesbühne Bregenz, um 1961 in Ingolstadt und 1962 in Deutschland an den Hamburger Kammerspielen sowie den Kölner Stadtbühnen zu gastieren. 1967 erreichte er schließlich das Wiener Burgtheater, an dem er über 300 Rollen spielte, darunter Hauptrollen in Candide, Komödie der Irrungen, Die Möwe und Das Mädel aus der Vorstadt.
Im Film und Fernsehen war Grieb z. B. in Tatort- und in Kaisermühlen Blues-Folgen zu sehen. Neben Hörspielen lieh er auch dem Käpt’n Iglo seine Stimme in einem Werbespot der Firma Iglo.
Grieb starb nach langer schwerer Krankheit und hinterließ seine Frau und drei Söhne.

## Filmografie (Auswahl)
- 1955: Ihr erstes Rendezvous
- 1973: Hamburg Transit – Überfall auf den Baron

## Auszeichnungen
- Träger des Ehrenrings des Burgtheaters
- Ehrenkreuz für Wissenschaft und Kunst der Republik Österreich